# ماكسيميليانو ليموس
ماكسيميليانو ليموس (بالإسبانية: Maximiliano Lemos)‏ هو لاعب كرة قدم أوروغواياني في مركز الوسط، ولد في 17 ديسمبر 1993 في ريفيرا في الأوروغواي. لعب مع جوفينتود.

## وصلات خارجية
- ماكسيميليانو ليموس على موقع قاعدة بيانات كرة القدم.إي يو (الإنجليزية)
- ماكسيميليانو ليموس على موقع Soccerway.com (الإنجليزية)